# Desi Wilkinson
Desi Wilkinson is fluitspeler en zanger.
Wilkinson is afkomstig uit Belfast, Noord-Ierland en werd geïnspireerd in het maken van traditionele Ierse muziek door zijn buurman de violist Tom Gunn, van hem leerde hij de eerste noten. Desi toerde met een aantal bekende groepen en muzikanten zoals De Dannan, Dónal Lunny, Liam O'Flynn, Andy Irvine en Máirtin O'Connor. Van 1992 tot 1994 leefde hij in Bretagne en bestudeerde daar de traditionele Bretonse muziek. Hij heeft een graad in Ethnomusicology aan de Queens University in Belfast. Hij treedt op in de groep Cran die bestaat naast Desi uit Sean Corcoran (bouzouki en zang) en Ronan Browne (uilleann pipes). Op hun cd's worden een behoorlijk aantal sea shanties ten gehore gebracht.

## Discografie
- The Crooked Stairs - 1995/2006
- Black, Black, Black – 2nd CRAN CD with Shel Talmy - 1998
- Lover’s Ghost - 2000
- Music from the Edge of the World - 2002
- Cosa gan bhroga Gael Linn (lp/cassette 1986)
- The Three Piece Flute Spring (cd/cassette 1987)
- Night Owl(Dolores Keane) FXCD187
- Shady woods Deas records (cd 2001)
- Sounds from the North Liekedeler (cd 2001)